# Seleção Brasileira de Futebol Masculino nos Jogos Olímpicos de Verão de 2008
A Seleção masculina de futebol do Brasil participou das Olimpíadas de Pequim 2008 em busca do único título que falta, a medalha de ouro olímpica. Com a derrota para a Argentina na semifinal por 3 a 0, a seleção não chegou a final e foi para a disputa da medalha de bronze e venceu a Bélgica por 3 a 0.

## Jogadores
O Brasi] jogou com os seguintes jogadores:
| Camisa | Nome do jogador   | Posição   | Time em que jogava | Gols marcados |
| ------ | ----------------- | --------- | ------------------ | ------------- |
| 1      | Diego Alves       | Goleiro   | Almeria            |               |
| 2      | Rafinha           | Lateral   | FC Schalke 04      |               |
| 3      | Alex Silva        | Zagueiro  | São Paulo          |               |
| 4      | Thiago Silva      | Zagueiro  | Fluminense         |               |
| 5      | Hernanes          | Volante   | São Paulo          | 1             |
| 6      | Marcelo           | Lateral   | Real Madrid        | 1             |
| 7      | Anderson          | Meia      | Manchester United  | 1             |
| 8      | Lucas             | Meia      | Liverpool F.C.     |               |
| 9      | Alexandre Pato    | Atacante  | Milan              | 1             |
| 10     | Ronaldinho Gaúcho | Meia      | Milan              | 2             |
| 11     | Ramires           | Volante   | Cruzeiro           |               |
| 12     | Renan             | Goleiro   | Internacional      |               |
| 13     | Ilsinho           | Lateral   | Shakhtar Donetsk   |               |
| 14     | Breno             | Zagueiro  | Bayern Munique     |               |
| 15     | Diego             | Meia      | Werder Bremen      | 2             |
| 16     | Thiago Neves      | Meia      | Fluminense         | 2             |
| 17     | Rafael Sóbis      | Atacante  | Betis              | 2             |
| 18     | Jô                | Atacante  | Manchester City    | 2             |
|        |                   |           |                    |               |
| —      | Dunga             | Treinador | —                  | —             |

## Jogos

### Primeira fase (grupo C)
| 7 de agosto   | Brasil       | 1 – 0 | Bélgica | Estádio Olímpico de Shenyang, Shenyang        |
| 17:00 (UTC+8) | Hernanes 79' |       |         | Público: 39 661 Árbitro: KSA Khalil Al Ghamdi |

| 10 de agosto  | Nova Zelândia | 0 – 5 | Brasil                                                                                   | Estádio Olímpico de Shenyang, Shenyang       |
| 17:00 (UTC+8) |               |       | Anderson 3' · Alexandre Pato 34' · Ronaldinho Gaúcho 55', 61' (pen) · Rafael Sóbis 90+3' | Público: 44 951 Árbitro: FRA Stephane Lannoy |

| 13 de agosto  | China | 0 – 3 | Brasil                            | Estádio de Qinhuangdao, Qinhuangdao       |
| 19:45 (UTC+8) |       |       | Diego 18' · Thiago Neves 69', 73' | Público: 31 984 Árbitro: RSA Jerome Damon |

### Quartas-de-final
| 16 de agosto  | Brasil                           | 2 – 0 (pro) | Camarões | Estádio Olímpico de Shenyang, Shenyang     |
| 18:00 (UTC+8) | Rafael Sóbis 101' · Marcelo 105' |             |          | Público: 41 043 Árbitro: SLO Damir Skomina |

### Semifinal
| 19 de agosto  | Argentina                            | 3 – 0 | Brasil | Estádio dos Trabalhadores, Pequim           |
| 21:00 (UTC+8) | Agüero 52', 58' · Riquelme 76' (pen) |       |        | Público: 52 968 Árbitro: URU Martín Vázquez |

### Disputa pela medalha de bronze
| 22 de agosto  | Bélgica | 0 – 3 | Brasil                    | Estádio de Shanghai, Xangai                   |
| 19:00 (UTC+8) |         |       | Diego 27' · Jô 45', 90+2' | Público: 50 705 Árbitro: AUT Thomas Einwaller |